# Kevin Brockmeier

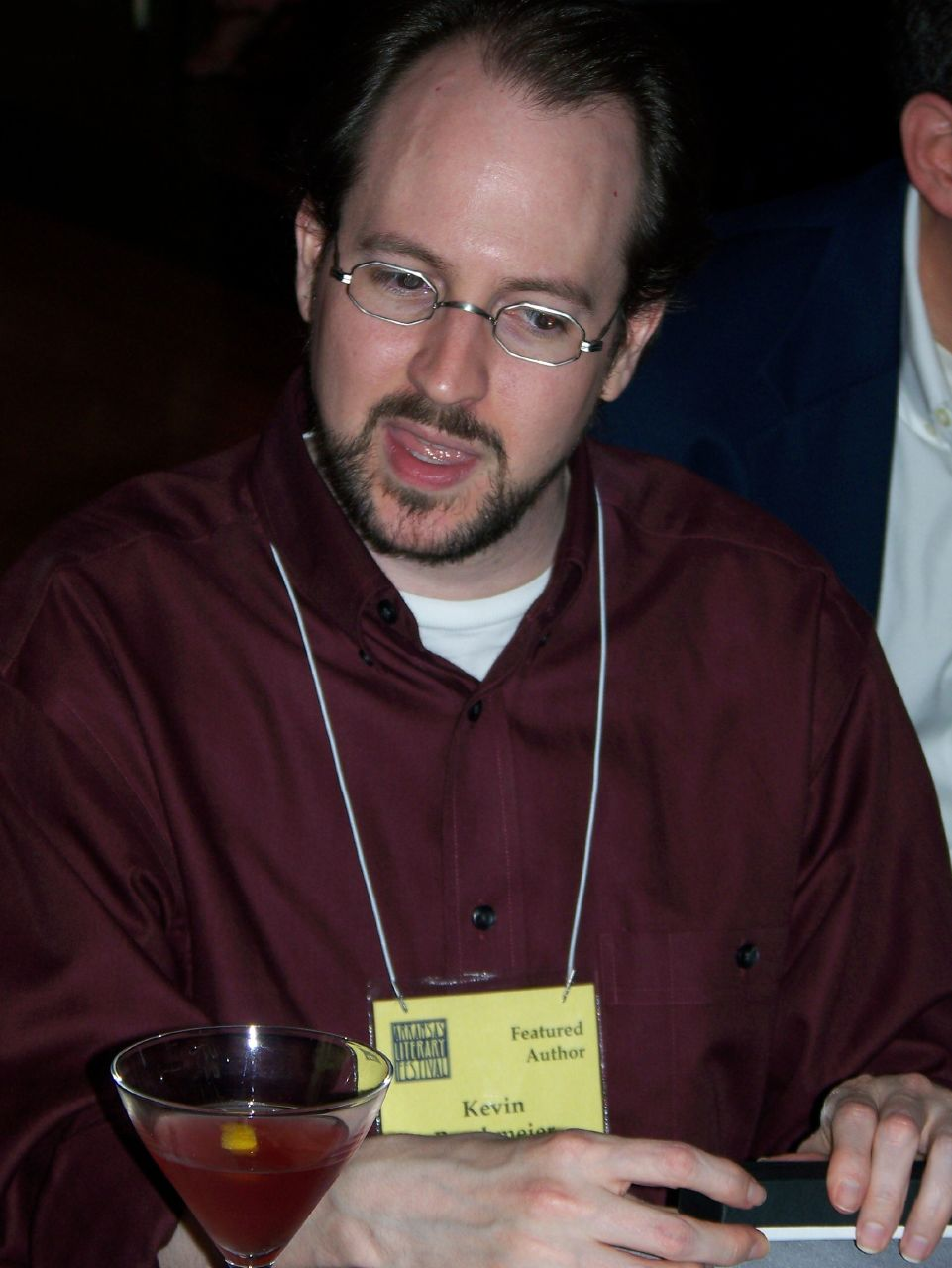
Kevin Brockmeier (2007)

Kevin John Brockmeier (ur. 6 grudnia 1972 w Hialeah) – amerykański pisarz, twórca literatury fantasy.
Ukończył studia licencjackie na Southwest Missouri State University i magisterskie na University of Iowa. Otrzymał nagrody literackie m.in. O. Henry Award (za opowiadanie The Ceiling), Porter Fund Literary Prize, Nelson Algren Award i Italo Calvino Short Fiction Award.

## Dzieła

### Powieści
- City of Names (2002)
- Truth About Celia (2003)
- The Brief History of the Dead (2006; wyd. pol. 2006 Krótka historia umarłych)
- Grooves: A Kind of Mystery (2006)
- The Illumination (2011)

### Opowiadania
- These Hands (2000)
- The Green Children (2002)
- Things That Fall from the Sky (2002)
- Apples (2002)
- A Day in the Life of Half of Rumpelstiltskin (2002)
- The Ceiling (2002)
- Small Degrees (2002)
- The Jesus Stories (2002)
- Space (2002)
- The Passenger (2002)
- The Light through the Window (2002)
- The House at the End of the World (2002)
- The Brief History of the Dead (2003)
- A Fable with Slips of White Paper Spilling from Its Pockets (2006)
- The Year of Silence (2007)
- A Fable Containing a Reflection the Size of a Match Head in Its Pupil (2008)
- The Lives of the Philosophers (2008)
- The View from the Seventh Layer (2008)
- Home Videos (2008)
- A Fable Ending in the Sound of a Thousand Parakeets (2008)
- The Human Soul as a Rube Goldberg Device: A Choose-Your-Own Adventure Story (2008)
- A Fable with a Photograph of a Glass Mobile on the Wall (2008)
- Andrea Is Changing Her Name (2008)
- The Lady with the Pet Tribble (2008)
- The Air Is Full of Little Holes (2008)
- Father John Melby and the Ghost of Amy Elizabeth (2008)

### Eseje
- Introduction (Real Unreal: Best American Fantasy Volume III) (2010)
- Recommended Reading (Real Unreal: Best American Fantasy Volume III) (wraz z Matthew Cheney; 2010)